# Erhan Can Kartal

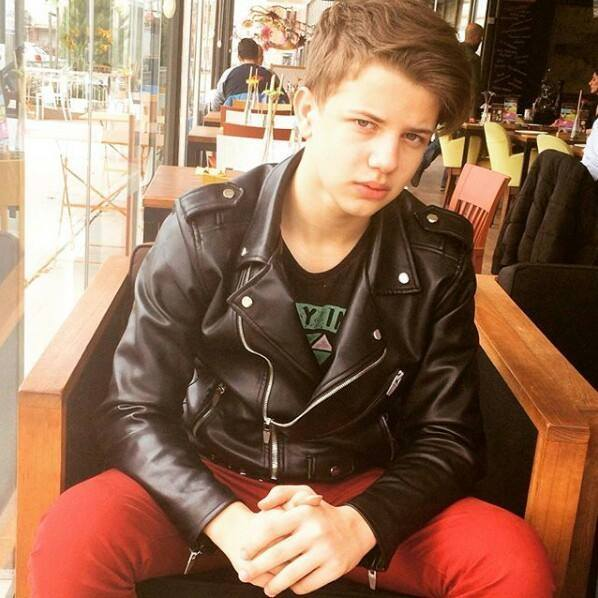

Erhan Can Kartal nacido el 19 de diciembre de 1998 (26 años)  en Estambul, Turquía, es un actor turco, que desempeñó el papel de Beyazid hijo de Suleiman el Magnífico en Magnificent Century.

## Biografía
Comenzó su carrera en 2010 en la serie de televisión turca Ezel, se revela al público de Turquía en 2012 después de haber jugado en la serie Kayıp y apareció en Beyaz Show con los actores de la película. El mismo año, fue nombrado Mejor Modelo Niño en Turquía. Fue presentado en la serie Medcezir en el papel de Kadir.
Se hizo aún más famoso después de jugar en la serie de 2013 Magnificent Century el papel de Beyazid, el quinto hijo de Solimán el Magnífico, el niño valiente que amaba la aventura, la libertad y desafío.

## Filmografía
| Año       | Título          |
| --------- | --------------- |
| 2010-2011 | Ezel            |
| 2012      | Kayıp           |
| 2013-2014 | Medcezir        |
| 2013      | Muhteşem Yüzyıl |

## Premios y nominaciones
| Año  | Categoría                 | trabajo nominado | Resultado |
| ---- | ------------------------- | ---------------- | --------- |
| 2012 | Mejor Niño Modelo Turquía | Kayip            | Won       |